# 臘腸卷

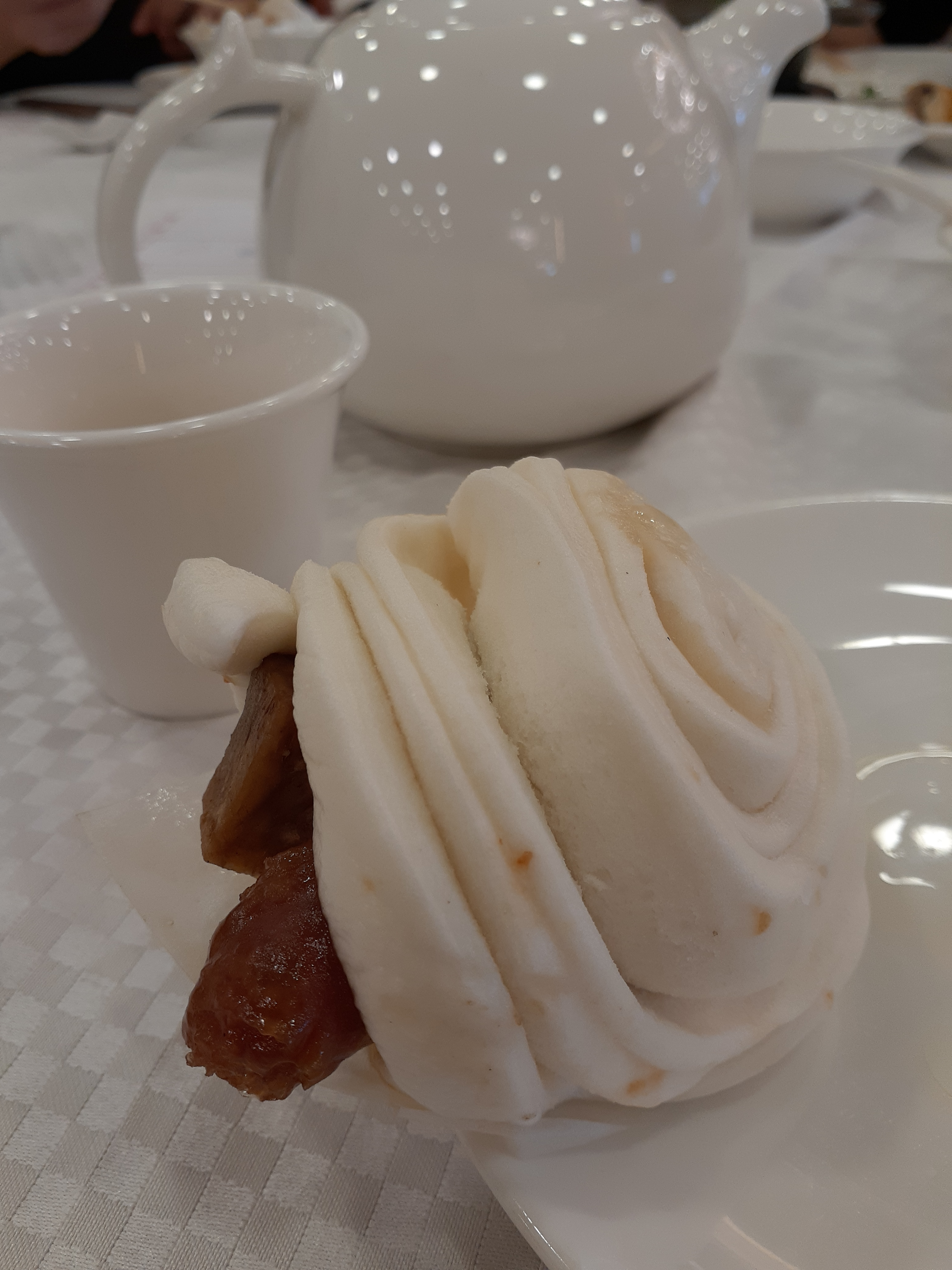
臘腸卷

臘腸卷是廣東及香港常見的飲茶包點及小吃，是茶樓中常見的菜色，另外也會間中在一些麵包店或者小食店看到。材料包括有澄麵、臘腸等。傳統的臘腸卷較大，但現今已出現一些較為小巧的新款臘腸卷。

## 製法
以澄麵及生粉拌水搓成一個麵粉糰，卷住臘腸成卷狀，再以大火蒸熟而成。

## 外部鏈接
维基共享资源上的相關多媒體資源：臘腸卷